# 南ノ南
南ノ南（みなみのみなみ、1996年4月15日 - ）は、日本の男性ボカロP・作詞家・作曲家である。ボカロPとしての名義は「せかせかP」。「可不ちゃんのカレーうどん狂騒曲」や「星界ちゃんと可不ちゃんのおつかい合騒曲」などの所謂ネタ曲を作曲することで知られている。

## 経歴
小学生頃からボカロの楽曲を聞き始め、40mPの「トリノコシティ」やハチの「リンネ」などの楽曲を聞いていた。
2019年9月6日に初音ミクをボーカルに起用した「人間バイバイ」のミュージックビデオを公開し、ボカロPとしてデビュー。
2022年4月23日にニコニコ動画に投稿された「可不ちゃんのカレーうどん狂騒曲」は、インターネットミームの詰め込みやシュールさにより話題を呼び、可不といえばカレーうどんというイメージも結びつかせた。The VOCALOID Collection ～2022 Spring～のTop100において7位を獲得し、YouTubeでは2024年9月に1000万回再生を超えた。
2022年10月8日に続編的な作品である「星界ちゃんと可不ちゃんのおつかい合騒曲」が投稿された。この曲はThe VOCALOID Collection ～2022 Autumn～のTop100において2位を獲得した。この時に1位を獲得した楽曲はプロジェクトセカイ カラフルステージ! feat. 初音ミクに収録されることになっていたが、いよわの「熱異常」がその条件を満たしていなかったためこの曲が収録された。2023年にはソフトバンクのCMにこの楽曲が起用された。ニコニコ動画では2023年に100万回再生を突破し、2024年9月現在で約240万回再生されている。

## ディスコグラフィ

### アルバム

#### EP
| #   | リリース日     | タイトル                 |
| --- | -------------- | ------------------------ |
| 1st | 2023年11月24日 | せかせかいずむ           |
| 2nd | 2023年11月24日 | みなみのいずむ-20212022- |

#### 同人アルバム
| #   | リリース日     | タイトル       |
| --- | -------------- | -------------- |
| 1st | 2023年11月24日 | きりたんいずむ |

### シングル

#### デジタルシングル
| # | リリース日 | リリース日 | タイトル                               |
| # | 年         | 月日       | タイトル                               |
| - | ---------- | ---------- | -------------------------------------- |
| 1 | 2023年     | 05月29日   | 可不ちゃんのカレーうどん狂騒曲         |
| 2 | 2023年     | 05月29日   | 星界ちゃんと可不ちゃんのおつかい合騒曲 |
| 3 | 2024年     | 02月10日   | ヒマン＝ヒダイ焦燥曲                   |
| 4 | 2024年     | 03月11日   | 裏命ちゃんのフクオカトリップ奇騒曲     |
| 5 | 2024年     | 05月28日   | ずんどこ☆どんどんどーん！              |

### ミュージック・ビデオ
| #  | リリース日 | リリース日 | タイトル                                             |
| #  | 年         | 月日       | タイトル                                             |
| -- | ---------- | ---------- | ---------------------------------------------------- |
| 1  | 2019年     | 09月06日   | 人間バイバイ                                         |
| 2  | 2019年     | 09月12日   | 遠き幻                                               |
| 3  | 2019年     | 10月06日   | ボクらの気持ち                                       |
| 4  | 2020年     | 02月29日   | 見えない道なり                                       |
| 5  | 2020年     | 03月18日   | コタツを囲んで きりたんぽ                            |
| 6  | 2020年     | 04月19日   | Childlike Brawl                                      |
| 7  | 2020年     | 10月09日   | ユーレイワオドル                                     |
| 8  | 2020年     | 11月08日   | 陰性インフルエンサー                                 |
| 9  | 2020年     | 12月20日   | クリスマス、一緒にいる人いるって                     |
| 10 | 2021年     | 02月20日   | あぁぁ!!!!ニキビが増えた!!!!                         |
| 11 | 2021年     | 02月20日   | 南ノ南の元寇です☆                                    |
| 12 | 2021年     | 02月20日   | カラオケで録音しようと思ったらマイク忘れた           |
| 13 | 2021年     | 03月13日   | 青藍                                                 |
| 14 | 2021年     | 04月24日   | GLITCHSECTION                                        |
| 15 | 2021年     | 07月09日   | うたたね巡恋歌                                       |
| 16 | 2021年     | 08月14日   | ±0                                                   |
| 17 | 2021年     | 08月31日   | スイカダイバクハツ                                   |
| 18 | 2021年     | 10月15日   | うたかた煉恋歌                                       |
| 19 | 2021年     | 11月27日   | 可不ちゃんの親知らず、いってぇわ                     |
| 20 | 2021年     | 11月28日   | きりたんのハンバーグが食べたいです                   |
| 21 | 2021年     | 12月26日   | 逃げる夢                                             |
| 22 | 2022年     | 02月04日   | 陰性インフルエンサー                                 |
| 23 | 2022年     | 02月22日   | れんこん恋蓮根                                       |
| 24 | 2022年     | 04月23日   | 可不ちゃんのカレーうどん狂騒曲                       |
| 25 | 2022年     | 05月03日   | 東北きりたん大好き娘の歌                             |
| 26 | 2022年     | 09月09日   | ずんだもんの好きって言って欲しいんだもんっ！         |
| 27 | 2022年     | 10月08日   | 星界ちゃんと可不ちゃんのおつかい合騒曲               |
| 28 | 2023年     | 01月21日   | わけわかめらんこりー                                 |
| 29 | 2023年     | 02月05日   | どうにもならなくて                                   |
| 30 | 2023年     | 02月12日   | 東北きりたんのふたりきり☆ばれんたいん(prototype ver) |
| 31 | 2023年     | 03月03日   | よばなし紺眠歌                                       |
| 32 | 2023年     | 03月19日   | 海のサーチライト                                     |
| 33 | 2023年     | 05月22日   | 5/20は星界ちゃんの誕生日ですソング                   |
| 34 | 2023年     | 05月29日   | リスケ                                               |
| 35 | 2023年     | 06月02日   | 東北きりたんのふたりきり☆ばれんたいん(Full ver)      |
| 36 | 2023年     | 07月17日   | 青漣                                                 |
| 37 | 2023年     | 07月30日   | スイカダイバクハツ                                   |
| 38 | 2023年     | 08月05日   | 元 寇 で す ☆                                        |
| 39 | 2023年     | 08月05日   | バイト巫女と純情アクアパッツァ                       |
| 40 | 2023年     | 08月31日   | ミクちゃんのネギネギネギネギ幻騒曲                   |
| 41 | 2023年     | 09月22日   | カラーレス・ローグロール                             |
| 42 | 2023年     | 12月24日   | クリボッチ・イン・ドリーム                           |
| 43 | 2024年     | 02月10日   | ヒマン=ヒダイ焦燥曲                                  |
| 44 | 2024年     | 02月23日   | 裏命ちゃんのフクオカトリップ奇騒曲                   |
| 45 | 2024年     | 02月25日   | ず ん だ も ん は 女 の 子 で す ★                   |
| 46 | 2024年     | 04月19日   | ずんどこ☆どんどんどーん！                            |
| 47 | 2024年     | 05月21日   | いのりのうた                                         |
| 48 | 2024年     | 08月21日   | トンチンカンフルエンサー                             |
| 49 | 2024年     | 12月6日    | 狐子ちゃんのココカラ脱騒曲                           |